# 岡崎寛徳
岡崎 寛徳（おかざき ひろのり、1969年 - ）は、日本近世史学者。
岐阜県生まれ。中央大学文学部卒業。2002年同大学大学院文学研究科博士課程後期課程修了、「近世武家社会の儀礼と交際 政治、社会、文化・情報との関連から」で博士（史学）。大倉精神文化研究所・中央大学人文科学研究所・宗教情報センター研究員。

## 著書
- 『近世武家社会の儀礼と交際』校倉書房 歴史科学叢書、2006
- 『改易と御家再興』同成社江戸時代史叢書、2007
- 『遠山金四郎』講談社現代新書、2008
- 『鷹と将軍 徳川社会の贈答システム』講談社選書メチエ、2009 / 改訂 吉川弘文館、読みなおす日本史、2024
- 『徳川吉宗と江戸城 （人をあるく）』吉川弘文館、2014

- 編『遠山金四郎家日記』編 岩田書院史料叢刊、2007

## 参考
- 「鷹と将軍」 [ISBN 978-4-06-258439-5]